# Плодопитомник (Тюменская область)
Плодопитомник — поселок в Ишимском районе Тюменской области. Административный центр Пахомовского сельского поселения.

## География
Находится на берегу реки Ишим и озера Сухое.
До города Ишим 6 км. Автобусное сообщение.

## Население
| 2010 |
| ---- |
| 833  |

## Инфраструктура
- ФАП